# Tickersymbol
Et tickersymbol eller aktiesymbol er en forkortelse, der bruges til entydigt at identificere børsnoterede aktier på en given børs. Et aktiesymbol kan bestå af bogstaver, tal eller en kombination af begge. "Tickersymbol" henviser til de symboler, der blev trykt på tickerbåndet på en tickerbåndmaskine.
Et tickersymbol er en unik identifikator, som tildeles hvert værdipapir, der handles på et bestemt marked/børs. Symbolerne er historisk blev holdt så korte som muligt for at reducere antallet af tegn, der skulle udskrives på tickerbåndet, og for at gøre det let at genkende og huske for investorer og aktietraders.
Tildelingen af symboler og formateringskonvention er specifik for hver børs. I USA er tickersymbolet eksempelvis typisk mellem 1 og 4 bogstaver og repræsenterer så vidt muligt virksomhedsnavnet. For eksempel handler Apple Inc.'s aktier under symbolet AAPL på NASDAQ-børsen, mens bilselskabet Fords aktie, der handles på New York Stock Exchange, handler under bogstavet F. I Europa anvender de fleste børser tre bogstaver. Eksempelvis handler det hollandske forbrugsvarevirksomhed Unilever, der handles på Amsterdam Euronext- børsen, under symbolet UNA. I Asien bruges tal ofte som tickersymbol for at imødekomme internationale investorer, som ikke er vant til at anvende ikke-latinske skrifttegn. Eksempelvis handler banken HSBC 's aktier, der handles på Hong Kong Stock Exchange, under tickersymbolet 0005.
Tickersymboler kan undertiden ændres for bl.a. at afspejle fusioner. Således anvendte Exxon forud for fusionen i 1999 med Mobil Oil tickersymbolet "XON". Firmaets tickersymbol efter fusionen var "XOM". Symboler genbruges undertiden. I USA er tickersymboler med blot et enkelt bogstav særligt efterspurgte. F.eks. har Visa Inc. siden marts 2008 brugt tickersymbolet V, der tidligere tilhørte Vivendi, som i mellemtiden var blevet afnoteret og derved havde opgivet dets tickersymboler.
Typisk skal man både kende tickersymbolet samt børs og/eller land for entydigt at kunne specificere en konkret udstedelse. Dette gøres ofte ved at tilføje børskoden til tickersymbolet. Eksempelvis som i tilfældet med i tilfældet med Vestas Wind Systems: VWS DC, hvor "DC" er koden for Københavns Fondsbørs.